# アウトラム・パーク駅
ウートラム・パーク駅（ウートラム・パークえき、英語: Outram Park MRT Station）は、シンガポールの南部にある、MRT東西線、北東線とトムソン・東海岸線の地下駅。

## 語源
「Outram」の地区は、ジェームズ・アウトラム卿にちなんで名付けられた。
「Outram」の発音については、「オートラム」や「ウートラム」がより近く、本記事のタイトルにあるような「アウトラム」は「out」の綴りからの誤解と思われるが、その出典は明らかではない。「Outram」の発音は「ウートラム」であり、MRTの車内アナウンスでもそのように発音されている。
日本占領時代に「オートラム」の名称が使用されていた形跡がある。

## 駅構造
島式3面6線のホームを持つ駅。
B2
| A | ■東西線 | パシル・リス方面     |
| B | ■東西線 | トゥアス・リンク方面 |

| E | ■トムソン・東海岸線 | ウッドランズ・ノース方面       |
| F | ■トムソン・東海岸線 | ガーデンズ・バイ・ザ・ベイ方面 |

B4
| C | ■北東線 | ハーバーフロント方面 |
| D | ■北東線 | プンゴル方面         |

## 歴史

### 東西線
ウートラム・パーク駅は、1982年5月のMRTネットワークの初期計画に含まれていた。ノベナ駅からこの駅までの第１期MRT区間の一部として建設されることになっており、この区間は1987年12月までに完成することを目標としていた。この駅への路線延長が正式に完了した1984年12月12日に電車の運行が開始された。この駅は、北のイーシュン駅から西のレイクサイド駅まで連続して走る路線の一部でした。1989年10月28日から、MRTシステムの運用分割に伴い、東西線にサービスを提供し始めた。

### 北東線
1986年に北東線の予備研究で、ウートラム・パーク駅で終結する路線が計画されていたけど、1995年の研究で、路線がワールド・トレイド・センター（世界貿易センター）にサービスを提供するためにワールド・トレイド・センター駅（今のハーバーフロント駅）まで延長された。2003年6月20日に、北東線のホームが開発された。

### トムソン・東海岸線
2012年8月29日に、LTAはウートラム・パーク駅でトムソン線と乗り換え可能になると発表した。同時に、シンガポール土地管理局はパールズ・センターの買収を発表し、複合施設の下のトンネル工事を容易にするために、居住者に3年の間敷地から退去させた。
2014年8月15日に、LTA はトムソン線がトムソン・東海岸線に統合されることを発表した。ウートラム・パークは2022年11月13日に開業する第3期の一部として建設され、マウント・プレザント駅とガーデンズ・バイ・ザ・ベイ駅の間の13の駅で構成される。